# 大角驴羚
大角驴羚（學名Kobus megaceros）是一種生活在南蘇丹氾濫平原的羚羊。
大角驴羚肩高90-100厘米，體重70-110公斤。雌性呈金褐色，在其腹部呈白色，沒有角。雄性是黑褐色至紅褐色，在肩部有白色鈎狀斑紋，而在眼睛附近有白點，有呈「S」形的長角。
大角驴羚在沼澤地區生活，吃水中植物。牠們是曙暮性動物，喜在破曉或黃昏時出沒。牠們的族群最多是15頭雌性及一頭雄性，或是全數雄性卻為數更少。
在交配季節，年青的雄性會將頭垂下至地面，彷彿用角鑿地，並在牠的頸及頰毛上撒尿。雄性會在水中打鬥，以頭上的角角力。這些競爭往往都很短時間但很激烈。雌性則會在行走時大聲發出彷彿蟾蜍的叫聲。